# Bauhaus-Galan 2017
Navigation
Édition précédente Édition suivante
Le Bauhaus-Galan 2017 est la 50e édition du Bauhaus-Galan qui a lieu le 18 juin 2017 au Stade olympique de Stockholm, en Suède. Il constitue la sixième étape de la Ligue de diamant 2017.

## Résultats

### Hommes
| Rang | Athlète           | Temps   | Points |
| ---- | ----------------- | ------- | ------ |
| 1    | Andre De Grasse   | 9 s 69  | 8      |
| 2    | Ben Youssef Méité | 9 s 84  | 7      |
| 3    | Ryan Shields      | 9 s 89  | 6      |
| 4    | Yunier Pérez      | 9 s 92  | 5      |
| 5    | Julian Reus       | 9 s 99  | 4      |
| 6    | Churandy Martina  | 10 s 00 | 3      |
| 7    | Alex Wilson       | 10 s 08 | 2      |
| 8    | Austin Hamilton   | 10 s 16 | 1      |

| Rang | Athlète           | Temps        | Points |
| ---- | ----------------- | ------------ | ------ |
| 1    | Steven Gardiner   | 44 s 58      | 8      |
| 2    | Baboloki Thebe    | 44 s 99      | 7      |
| 3    | Kévin Borlée      | 45 s 47 (SB) | 6      |
| 4    | Luka Janežič      | 45 s 56      | 5      |
| 5    | Rafał Omelko      | 45 s 76      | 4      |
| 6    | Rabah Yousif      | 46 s 06      | 3      |
| 7    | Onkabetse Nkobolo | 46 s 24      | 2      |
| 8    | Pieter Conradie   | 47 s 22      | 1      |

| Rang | Athlète            | Temps              | Points |
| ---- | ------------------ | ------------------ | ------ |
| 1    | Timothy Cheruiyot  | 3 min 30 s 77 (WL) | 8      |
| 2    | Sadik Mikhou       | 3 min 31 s 49      | 7      |
| 3    | Aman Wote          | 3 min 31 s 63 (SB) | 6      |
| 4    | Asbel Kiprop       | 3 min 33 s 17 (SB) | 5      |
| 5    | Jakub Holuša       | 3 min 34 s 26 (SB) | 4      |
| 6    | Ryan Gregson       | 3 min 34 s 37 (SB) | 3      |
| 7    | Marcin Lewandowski | 3 min 34 s 50 (PB) | 2      |
| 8    | David Torrence     | 3 min 34 s 67 (SB) | 1      |

| Rang | Athlète            | Temps   | Points |
| ---- | ------------------ | ------- | ------ |
| 1    | Orlando Ortega     | 13 s 09 | 8      |
| 2    | Sergueï Choubenkov | 13 s 10 | 7      |
| 3    | Shane Brathwaite   | 13 s 25 | 6      |
| 4    | Aurel Manga        | 13 s 30 | 5      |
| 5    | Damian Czykier     | 13 s 36 | 4      |
| 6    | Antonio Alkana     | DQ      |        |
| 7    | Andrew Pozzi       | DQ      |        |

| Rang | Athlète            | Temps        | Points |
| ---- | ------------------ | ------------ | ------ |
| 1    | Karsten Warholm    | 48 s 82      | 8      |
| 2    | Rasmus Mägi        | 49 s 16      | 7      |
| 3    | Yasmani Copello    | 49 s 18      | 6      |
| 4    | Jack Green         | 49 s 29      | 5      |
| 5    | Mamadou Kassé Hann | 49 s 72      | 4      |
| 6    | Bershawn Jackson   | 50 s 28      | 3      |
| 7    | Isak Andersson     | 50 s 50 (PB) | 2      |
| 8    | L. J. van Zyl      | 51 s 42      | 1      |

| Rang | Athlète                | Temps              | Points |
| ---- | ---------------------- | ------------------ | ------ |
| 1    | Soufiane El Bakkali    | 8 min 15 s 01      | 8      |
| 2    | Yemane Haileselassie   | 8 min 18 s 29      | 7      |
| 3    | Nicholas Kiptanui Bett | 8 min 21 s 98      | 6      |
| 4    | Chala Beyo             | 8 min 22 s 65      | 5      |
| 5    | Sebastián Martos       | 8 min 22 s 85      | 4      |
| 6    | Lawrence Kipsang       | 8 min 23 s 93 (SB) | 3      |
| 7    | Clement Kemboi         | 8 min 23 s 98 (SB) | 2      |
| 8    | Krystian Zalewski      | 8 min 28 s 50      | 1      |

| Rang | Athlète                | Marque                  | Points |
| ---- | ---------------------- | ----------------------- | ------ |
| 1    | Luvo Manyonga          | 8,36 m (+ 3,3 m/s)      | 8      |
| 2    | Rushwal Samaai         | 8,29 m (+ 1,3 m/s)      | 7      |
| 3    | Radek Juška            | 8,09 m (+ 1,8 m/s)      | 6      |
| 4    | Michel Tornéus         | 8,06 m (+ 1,3 m/s)      | 5      |
| 5    | Emiliano Lasa          | 8,00 m (+ 4,3 m/s)      | 4      |
| 6    | Godfrey Khotso Mokoena | 7,98 m (+ 0,9 m/s)      | 3      |
| 7    | Andreas Otterling      | 7,87 m (SB) (+ 2,0 m/s) | 2      |
| 8    | Fabrice Lapierre       | 7,78 m (+ 1,0 m/s)      | 1      |

| Rang | Athlète           | Marque       | Points |
| ---- | ----------------- | ------------ | ------ |
| 1    | Fedrick Dacres    | 68,36 m      | 8      |
| 2    | Daniel Ståhl      | 68,13 m      | 7      |
| 3    | Andrius Gudžius   | 67,29 m      | 6      |
| 4    | Philip Milanov    | 67,05 m (SB) | 5      |
| 5    | Robert Harting    | 66,20 m (SB) | 4      |
| 6    | Piotr Małachowski | 64,60 m      | 3      |
| 7    | Christoph Harting | 61,75 m      | 2      |
| 8    | Axel Härstedt     | 60,28 m      | 1      |

### Femmes
| Rang | Athlète            | Temps        | Points |
| ---- | ------------------ | ------------ | ------ |
| 1    | Murielle Ahouré    | 22 s 68 (SB) | 8      |
| 2    | Crystal Emmanuel   | 22 s 69 (PB) | 7      |
| 3    | Rebekka Haase      | 22 s 76 (PB) | 6      |
| 4    | Ivet Lalova-Collio | 22 s 82 (SB) | 5      |
| 5    | Estela García      | 23 s 16 (PB) | 4      |
| 6    | Ella Nelson        | 23 s 27      | 3      |
| 7    | Fanny Peltier      | 23 s 31      | 2      |
| 8    | Elin Ostlund       | 23 s 82      | 1      |

| Rang | Athlète             | Temps              | Points |
| ---- | ------------------- | ------------------ | ------ |
| 1    | Francine Niyonsaba  | 1 min 59 s 11      | 8      |
| 2    | Lovisa Lindh        | 1 min 59 s 41      | 7      |
| 3    | Selina Büchel       | 1 min 59 s 66      | 6      |
| 4    | Melissa Bishop      | 1 min 59 s 70      | 5      |
| 5    | Olha Lyakhova       | 1 min 59 s 84 (SB) | 4      |
| 6    | Rose Mary Almanza   | 1 min 59 s 93 (SB) | 3      |
| 7    | Aníta Hinriksdóttir | 2 min 0 s 06       | 2      |
| 8    | Lynsey Sharp        | 2 min 0 s 19 (SB)  | 1      |

| Rang | Athlète           | Marque      | Points |
| ---- | ----------------- | ----------- | ------ |
| 1    | Mariya Lasitskene | 2,00 m      | 8      |
| 2    | Kamila Lićwinko   | 1,97 m (SB) | 7      |
| 3    | Sofie Skoog       | 1,94 m (PB) | 6      |
| 4    | Yuliya Levchenko  | 1,94 m (SB) | 5      |
| 5    | Oksana Okuneva    | 1,90 m      | 4      |
| 6    | Erika Kinsey      | 1,90 m      | 3      |
| 7    | Alessia Trost     | 1,85 m      | 2      |
| 8    | Mirela Demireva   | 1,85 m      | 1      |

| Rang | Athlète            | Marque      | Points |
| ---- | ------------------ | ----------- | ------ |
| 1    | Nicole Büchler     | 4,65 m (SB) | 8      |
| 2    | Angelica Bengtsson | 4,65 m (SB) | 7      |
| 3    | Robeilys Peinado   | 4,65 m (NR) | 6      |
| 4    | Anzhelika Sidorova | 4,55 m      | 5      |
| 5    | Yarisley Silva     | 4,55 m      | 4      |
| 6    | Michaela Meijer    | 4,40 m (SB) | 3      |
| 6    | Lisa Ryzih         | 4,40 m      | 3      |
| 8    | Eliza McCartney    | 4,20 m      | 1      |

| \| Rang \| Athlète \| Marque \| Points \| \| ---- \| -------------------- \| ------------ \| ------ \| \| 1 \| Yaime Pérez \| 67,92 m (SB) \| 8 \| \| 2 \| Sandra Perković \| 67,75 m \| 7 \| \| 3 \| Nadine Müller \| 65,74 m \| 6 \| \| 4 \| Mélina Robert-Michon \| 61,91 m \| 5 \| \| 5 \| Denia Caballero \| 60,48 m \| 4 \| \| 6 \| Julia Harting \| 58,90 m \| 3 \| |                      |              |        |
| Rang | Athlète              | Marque       | Points |
| 1 | Yaime Pérez          | 67,92 m (SB) | 8      |
| 2 | Sandra Perković      | 67,75 m      | 7      |
| 3 | Nadine Müller        | 65,74 m      | 6      |
| 4 | Mélina Robert-Michon | 61,91 m      | 5      |
| 5 | Denia Caballero      | 60,48 m      | 4      |
| 6 | Julia Harting        | 58,90 m      | 3      |

## Légende
Records et Performances
- AR : Record continental (area record)
- CR : Record des championnats (championship record)
- MR : Record du meeting (meet record)
- NR : Record national (national record)
- OR : Record olympique (olympic record)
- PR : Record paralympique (paralympic record)
- PB : Record personnel (personal best)
- SB : Meilleure performance personnelle de la saison (season's best)
- WL : Meilleure performance mondiale de l'année (world leader)
- WJR : Record du monde junior (world junior record)
- WR : Record du monde (world record)

Circonstances et Conditions
- DNF : N'a pas terminé (did not finish)
- DNS : N'a pas pris le départ (did not start)
- DQ : Disqualification (disqualification)
- NM : Aucun essai valable enregistré (No Mark)
- Q : Qualifié « directement » au prochain tour (ou à la prochaine compétition), lors d'une compétition majeure, grâce au classement ou à la réalisation des minima (automatic qualifier)
- q : Qualifié au prochain tour (ou à la prochaine compétition), lors d'une compétition majeure, grâce au repêchage ou à la réalisation de l'une des meilleures performances parmi celles des « non qualifiés directement » (grâce au meilleur temps ou à la meilleure distance par exemple) (secondary qualifier)